# Fabio Attard
Fabio Attard (ur. 23 marca 1959) – maltański ksiądz katolicki, generał salezjanów od 2025.

## Życiorys
4 lipca 1987 otrzymał święcenia kapłańskie w Towarzystwie Salezjańskim.
25 marca 2025 podczas  29. Kapituły Generalnej Towarzystwa Świętego Franciszka Salezego, został wybrany generałem salezjanów. 